# Landy (departament)
Landy (fr. Landes, wymowaⓘ, lɑ̃ːd) – francuski departament, położony w regionie Nowa Akwitania. Utworzony został podczas rewolucji francuskiej 4 marca 1790. Departament oznaczony jest liczbą 40. Ośrodkiem administracyjnym (prefekturą) i największym miastem departamentu jest Mont-de-Marsan.
Według danych na rok 2007 liczba zamieszkującej departament ludności wynosi 357 000 os. (39 os./km²); powierzchnia departamentu to 9243 km².
W 2023 roku w skład departamentu wchodziło 327 gmin (lista).

## Miejscowości
Największe miejscowości departamentu (w nawiasach liczba ludności w 2021 roku):

- Mont-de-Marsan (30 674)
- Dax (21 347)
- Biscarrosse (14 551)
- Saint-Paul-lès-Dax (14 317)
- Tarnos (12 920)
- Saint-Pierre-du-Mont (9871)
- Capbreton (9185)
- Soustons (8421)
- Saint-Vincent-de-Tyrosse (7956)
- Mimizan (7364)
- Parentis-en-Born (7195)
- Labenne (7007)
- Aire-sur-l’Adour (6220)
- Saint-Martin-de-Seignanx (6076)
- Ondres (5855)
- Morcenx-la-Nouvelle (4989)
- Saint-Sever (4983)
- Hagetmau (4620)
- Sanguinet (4582)
- Seignosse (3900)
- Bénesse-Maremne (3735)
- Peyrehorade (3673)
- Soorts-Hossegor (3520)
- Saint-Vincent-de-Paul (3360)
- Tosse (3348)
- Narrosse (3295)
- Tartas (3191)
- Pouillon (3128)
- Rion-des-Landes (3084)